# 3027 Shavarsh
3027 Shavarsh (1978 PQ2) là một tiểu hành tinh vành đai chính được phát hiện ngày 8 tháng 8 năm 1978 bởi N. Chernykh ở Nauchnyj.